# Il Dolore di Maria Vergine

Il Dolore di Maria Vergine (ou La Vergine Addolorata) est un oratorio pour solistes (SSAT), flûte, hautbois, trompette, cordes et basse continue d'Alessandro Scarlatti sur un livret anonyme attribué à Andrea di Luna d'Aragona, créé le 23 mars 1717 au palais de Carlo Carmignano à Naples.
Œuvre de maturité, dernier oratorio d'Alessandro Scarlatti, il s'agit d'une pièce de caractère mélodramatique dans lequel prédomine l'accompagnement des cordes et les arias lentes.
Le livret est basé sur la passion du Christ : arrestation de Jésus dans le verger de Gethsémani, Jésus devant Ponce Pilate et le Sanhédrin, la flagellation et couronnement d'épines, sentence de mort, Jésus portant la croix jusqu'au Calvaire, crucifixion et mort.
L'histoire est narrée par quatre personnages qui contemplent la scène : Jean l’évangéliste, la vierge Marie mère de Jésus, Nicodème le pharisien favorable à Jésus et Anân, contre Jésus.
Cet oratorio frappe dès le XVIIIe siècle Charles Burney, qui en publie un fragment dans son General History of Music (1776–1789). Au XIXe siècle le musicologue François-Auguste Gevaert lui donne le titre de La Vergine Addolorata, lequel est également connu aujourd'hui. Au XXe siècle Andrea Della Corte et Guido Pannain choisissent des exemples de cet oratorio dans leur Storia della Musica (1936–1964).

## Il Dolore di Maria Vergine
Oratorio da cantarsi nella casa del regio consigliero D. Carlo Carmignano. Napoli, Palazzo di Carlo Carmignano, 1717.
Oratorio in due parte a quatro voci con violini, violetta, flauto, oboe, tromba e basso continuo (Rome 1717).
| Maria Vergine | soprano (ou mezzosoprano) | Matteo Sassano        |
| San Giovanni  | soprano                   | Francesco Flori       |
| Nicodemo      | alto                      | Francesco Vitale      |
| Onia          | ténor                     | Francesco di Costanzo |

### Première partie
- Sinfonia : Vivace - Adagio - Allegro
- Recitativo accompagnato (San Giovanni) - "Ove corro, ove vado"
- Aria (San Giovanni) - "Fra dirupi negl'antri profondi"
- Recitativo (Maria Vergine) - "Qual novello dolore"
- Aria (Maria Vergine) - "Il mio figlio ov'è?"
- Recitativo (San Giovanni, Maria Vergine) - "Madre, infelice madre"
- Aria (Maria Vergine) - "Non è nuova"
- Recitativo (San Giovanni, Maria Vergine) - "Da un discepolo infido"
- Recitativo accompagnato (Maria Vergine) - "Ecco, l'acciaro acuto"
- Aria (Maria Vergine) - "Ecco suona la tromba ferale"
- Recitativo (San Giovanni, Maria Vergine) - "Di quanto t'ho narrato"
- Aria (Maria Vergine) - "Col suo flebil mormorio"
- Recitativo composto (San Giovanni, Maria Vergine, Nicodemo, Onia) - "Madre, raffrena il pianto?"
- Duetto doppio (Nicodemo, Onia)/(Maria Vergine, San Giovanni) - "Apri/E qual sperar poss'io"
- Recitativo (Nicodemo, Onia) - "E seduttor tu chiami"
- Aria (Nicodemo) - "Questo è quel tanto bramato"
- Recitativo (Maria Vergine, Onia, Nicodemo) - "Lascia, lascia Giovanni"
- Aria (Onia) - "Non punir l'indegno e l'empio"
- Recitativo (Maria Vergine, San Giovanni, Nicodemo, Onia) - "Signor, ciò che s'impone"
- Aria (Onia) - "Spira o ciel nel petto mio"
- Recitativo (Nicodemo, Maria Vergine) - "Inutili miei sforzi!"
- Aria (Maria Vergine in eco) - "Ti perderò sì, sì"
- Recitativo (Nicodemo, San Giovanni) - "Vergine, è vano il pianto"
- Aria (Nicodemo) - "Dà tregua al pianto"
- Recitativo (San Giovanni, Maria Vergine) - "A gran speranza"
- Aria (Maria Vergine) - "Aura lieve di speranza"
- Recitativo (San Giovanni, Maria Vergine) - "Padre del ciel deh"
- Duetto (San Giovanni, Maria Vergine) - "Tu piangi/Io piango"

### Seconde partie
- Ritornello e Recitativo (Nicodemo, Maria Vergine, San Giovanni) - "Maria, Giovanni"
- Aria (San Giovanni) - "Soffri costante"
- Recitativo (Maria Vergine, San Giovanni, Nicodemo) - "A penare e soffrire"
- Aria (Nicodemo) - "Non sei tu sola"
- Recitativo composto (Maria Vergine, Onia) - "Dite, dite voi"
- Aria (Onia) - "Quella tromba"
- Recitativo (Maria Vergine) - "Ancor, ancor sazio non sei"
- Aria (Maria Vergine) - "Saziati!"
- Recitativo (Onia, Nicodemo, Maria Vergine, San Giovanni) - "Donna qual sii t'inganni"
- Recitativo composto (Maria Vergine, San Giovanni) - "E in si misero stato"
- Aria (Maria Vergine) - "Figlio, a morte tu t'en vai"
- Recitativo (Nicodemo, San Giovanni, Maria Vergine) - "Maria, io dir non posso"
- Terzetto (Maria Vergine, San Giovanni, Nicodemo) - "Se il mio cor"
- Recitativo (Onia, Maria Vergine, San Giovanni, Nicodemo) - "Or ch'il reo Nazzareno"
- Aria (San Giovanni) - "Madre eccelsa, afflitta"
- Recitativo composto (Nicodemo, Maria Vergine) - "Nell'alte mani"
- Recitativo accompagnato (Onia) - "Ma, ma qual moto improvviso"
- Aria (Onia) - "Sotto il piè"
- Recitativo (San Giovanni, Maria Vergine, Nicodemo) - "ah, non è sazia ancora"
- Aria (San Giovanni) - "Scintillante d'eterni splendori"
- Recitativo composto (Nicodemo, San Giovanni, Maria Vergine) - "Ma, dal legno penoso"
- Terzetto (Maria Vergine, San Giovanni, Nicodemo) - "Io ti bacio/Io t'adoro"

## Manuscrits
Sont conservés plusieurs manuscrits de la partition : à Rome, Bruxelles et Naples, ce dernier incomplet.

## Enregistrement et sources
- Il Dolore di Maria Vergine - Rosita Frisani, Anna Chierichetti, sopranos ; Gianluca Belfiori Doro, alto ; Mario Cecchetti, ténor ; Alessandro Stradella Consort, Estévan Velardi (25-29 juin 2001, 2CD Bongiovanni GB 2324/25-2 / Brilliant Classics) (OCLC 977814614), (OCLC 1015974072 et 1031482895)